# 沃尔夫斯埃格
沃尔夫斯埃格是德国巴伐利亚州的一个市镇。总面积15.34平方公里，总人口1487人，其中男性769人，女性718人（2011年12月31日），人口密度97人/平方公里。